# Tres hombres en un bote
Tres hombres en un bote (alternativamente, Tres hombres en una barca; en ocasiones, con el subtítulo (por no mencionar al perro) o (sin contar el perro)), es un relato humorístico publicado en 1889, por el escritor inglés Jerome K. Jerome acerca de unas vacaciones por el Támesis, entre Kingston y Oxford. Pretendía ser una seria guía de viaje sobre la historia local a lo largo de la ruta, pero el carácter humorístico de la narración llevó los pasajes serios y algo sentimentales del relato a una suerte de novela en tono de comedia. 
La película Tres hombres en un bote, del director Ken Annakin, de 1956, está basada en esta historia. 

## Trama
Los tres hombres están basados en el propio Jerome (el narrador J.) y dos amigos suyos, George Wingrave y Carl Hentschel, con quienes a menudo realizaba paseos en bote. El perro, Montmorency, es un personaje completamente ficticio, si bien, como Jerome admitió, estaba desarrollado por la conciencia interior en la que todo hombre inglés contiene un elemento del perro.